# Toni Acosta
Antonia Acosta, dite Toni Acosta, est une actrice espagnole née le 10 avril 1972 dans la ville de Tenerife, aux Îles Canaries.

## Biographie
Sa carrière est essentiellement liée à la télévision. Elle s'est notamment fait connaître en Espagne grâce au rôle de Vera dans Policías. En 2003, elle a joué dans Un, dos, tres où elle a campé jusqu'en 2005 le rôle de Jacinta Jimenez (surnommée JJ), une ancienne militaire devenue professeur au sein d'une école des arts de la scène.
Dans la série El Sindrome de Ulises (Antena 3), Toni Acosta a interprété Estela, une assistante sociale très féminine et en quête d'amour, aux antipodes du rôle de JJ.
De février 2012 à juillet 2014, elle a interprété le rôle de Sonsoles dans la série Con el culo al aire, diffusée sur Antena 3.
Toni Acosta a également joué au théâtre et au cinéma (bien que ses apparitions sur grand écran soient plus limitées).

## Vie privée
Toni Acosta est séparée de Jacobo Martos (réalisateur rencontré sur le tournage de Policías), qu'elle avait épousé en juillet 2002. Le couple a eu deux enfants : Nicolas (né en 2004) et Julia (née en 2008).

## Filmographie

### Télévision

#### Rôles récurrents
- Policías (2000-2003) - Vera
- Un, dos, tres (Un Paso Adelante) (2003-2005) - Jacinta Jimenez (JJ)
- Tirando a dar (2006) - Blanca
- El Síndrome de Ulises (2007) - Estela
- Supercharly (2010) - Estefania Sáez (Fani)
- Con en culo al aire[1] (2012-2014) - Sonsoles
- Me resbala (2013-2014)
- Señoras del (H)ampa (2019-)

#### Rôles secondaires
- La casa de los líos (1996)
- Manos a la obra (1998)
- Compañeros (1999)
- Siete Vidas (2003)
- Adolfo Suárez, président (2010)

### Cinéma
- Cachito mío (2001) de Manuel Feijóo et Beatriz G. Cruz (court-métrage)
- Luz de domingo (2007) de José Luis Garci
- 7 minutos (2008) de Daniela Fejerman
- Padre no hay más que uno (2019) de Santiago Segura
- Fenómenas (2023) de Carlos Therón, film de Netflix

### Théâtre
- 5 mujeres.com (2002)
- Ana sous les tropiques (Ana en el trópico) (2005)
- L'hiver sous la table (El invierno bajo la mesa) (2006)
- La méthode Gronhölm (El método Gronhölm) (2007)
- Emma (2009)
- La Mouette (La Gaviota) (2012)

## Récompenses
- 2007 : Málaga Spanish Film Festival de la meilleure actrice dans une comédie pour Ana en el trópico  (2006).
- 2009 : Málaga Spanish Film Festival de la meilleure actrice dans un second rôle dans une comédie pour Siete minutos  (2007).
- 2015 : Málaga Spanish Film Festival de la meilleure actrice dans une comédie pour Cuento de verano (2015).
- Finaliste du prix Max de la meilleure actrice dramatique pour Ana en el trópico (2006)
- Finaliste du prix Mayte d'art dramatique pour L'hiver sous la table
- Meilleur second rôle féminin au 12e Festival du film de Málaga pour son rôle dans 7 minutos